# The Net
The Net is een Amerikaanse film uit 1995 geregisseerd door Irwin Winkler. De hoofdrollen worden vertolkt door Sandra Bullock en Jeremy Northam.

## Verhaal
Angela Bennett (Sandra Bullock) is een jonge en mooie computerspecialist. Ze werkt thuis en heeft weinig vrienden. Een vriend die ze via het internet kent stuurt haar een programma maar sterft in een vliegtuigongeluk. Angela ontdekt geheime informatie op een schijf, net voordat ze op vakantie wil gaan. De gegevens van haar identiteit worden verwijderd en ze wordt gezocht door de politie.

## Rolverdeling
| Acteur            | Personage                |
| ----------------- | ------------------------ |
| Sandra Bullock    | Angela Bennett/Ruth Marx |
| Jeremy Northam    | Jack Devlin              |
| Dennis Miller     | Dr. Alan Champion        |
| Diane Baker       | Mevr. Bennett            |
| Wendy Gazelle     | Ruth Marx                |
| Ken Howard        | Michael Bergstrom        |
| Ray McKinnon      | Dale Hessman             |
| Daniel Schorr     | WNN Anker                |
| L. Scott Caldwell | Openbaar Verdediger      |
| Robert Gossett    | Ben Phillips             |

## Prijzen
- 1996 MTV Movie Award

Genomineerd: Begeerlijkste vrouw - Sandra Bullock